# Il gioco dei mestieri
Il gioco dei mestieri fu un programma televisivo italiano di genere game show, ideato da Paolini e Silvestri, condotto da Luciano Rispoli e trasmesso in tre edizioni: la prima di otto puntate in onda a colori la domenica alle 12:30 sul Programma Nazionale, dal 9 gennaio al 27 febbraio 1972; la seconda di 13 puntate in bianco e nero dal 7 gennaio al 1º aprile 1973, e la terza proposta il sabato su Rai 1 alle 18:40, dal 10 novembre 1984 al 9 febbraio 1985.

## Il programma
La formula del programma, nella prima edizione diretto da Carlo Quartucci e trasmesso da Torino, ricalca le regole del Gioco dell'oca:  lungo una pista di 18 caselle, i concorrenti gettano, tramite i rispettivi consorti, un grosso dado di legno e avanzano rispondendo a domande riguardanti il loro mestiere. Vince mezzo milione di lire chi percorre per primo la pista e arriva alla diciottesima casella, mentre attorno i colleghi di lavoro fanno il tifo. Il secondo classificato vince cinquecentomila lire meno venticinquemila lire per ogni casella di distanza dal traguardo. Durante lo spettacolo, i concorrenti sono sollecitati a parlare del loro lavoro e dei loro problemi. La prima puntata riguarda il mestiere del muratore, mentre nelle successive vengono coinvolti pescatori, baristi, sarte, agricoltori, pettinatrici, meccanici e fornai.
Il successo induce Rispoli, Paolini e Silvestri a varare l'anno successivo, dal 7 gennaio al 1º aprile, la seconda edizione da 13 puntate, diretta da Alda Dada Grimaldi, sempre dagli studi di Via Verdi.
Nella stagione televisiva 1984-85 il programma verrà poi riproposto da Mario Brutti, Emma Paolini e dallo stesso conduttore Rispoli in 18 puntate trasmesse il sabato alle 18:40 in diretta da Torino su Rai Uno, con la regia di Claudia Caldera, e Patricia Pilchard a condurre i giochi telefonici a premi con i telespettatori.